# Carmel (New York)
Carmel ist eine Stadt in Putnam County im Bundesstaat New York, USA. Im Jahr 2020 hatte die Stadt laut US Census  33.576 Einwohner. Sie ist der Verwaltungssitz (County Seat) von Putnam County. Die Stadt Carmel schließt die zwei Ortschaften Mahopac und Mahopac Falls mit ein.

## Geschichte
Das Land von Carmel wurde ursprünglich von Indianern des Wappingers-Stammes bewohnt, die es im Jahre 1691 an holländische Händler verkauften. Im Jahre 1697 kaufte ein wohlhabender New Yorker Kaufmann, Adolph Philipse, von den Händlern das Land und ihm wurde eine Erlaubnis von König William III von England für die gesamte Fläche des Landes, die jetzt Putnam County umfasst, gewährt. Die Siedler, die hier im Jahr 1720 ankamen, wurden die Mieter der Familie Philipse oder der Indianer.
In der Nacht des 26. April 1777 machte die 16-jährige Sybil Ludington ihren noch heute berühmten Ritt durch Carmel und Kent, um ihren Vater zu beschwören mit seinem „Regiment Ludington“ einen britischen Angriff auf Danbury abzuwehren. Ihr wurde ein Denkmal gesetzt.
Nach der amerikanischen Revolution wurde 1812 aus einem Teil des Dutchess County das Putnam County gebildet. Dort wurde 1795 die Stadt Carmel gegründet. Carmel und Umgebung blieb bis zur Mitte des neunzehnten Jahrhunderts vor allem Ackerland.
Ab 1834 entstanden entlang des Seeufers Hotels, Pensionen und Ferienhäusern, um Besuchers das Schwimmen, Bootfahren, Skaten und andere Arten von Sommer- und Winteraktivitäten zu ermöglichen. Das Mahopac Hotel, Thompson Haus, Dean Haus und Waldhaus gehörten zu den größten und beliebtesten Hotels. Eine Abzweigung der Harlem Railroad machte ab 1871 die Reise von New York City nach Mahopac bequemer. Die New York City und Northern Railroad wurde durch Carmel im Jahre 1880 gebaut und hatte fünf Halte-Stationen in der Stadt.
Der Webster Act von 1893 führte schließlich dazu, dass viele Wohnungen und Häuser an den Ufern des Gleneida Sees gebaut wurden. Schließlich wurde der Bau der Stauseen von West Branch und Croton Falls im Jahre 1898 und 1911 jeweils abgeschlossen.
Heute ist Carmel mit drei Orten im National Register of Historic Places vertreten:
- dem Gilead-Friedhof als die letzte Ruhestätte von mindestens zwei Dutzend Veteranen des Unabhängigkeitskrieges einschließlich des patriotischen Spions Enoch Crosby.
- Die Reed Memorial Library wurde 1914 eingeweiht und wurde von Arrietta Crane Reed als Andenken an ihren Mann, William Belden Reed gebaut. Im Jahr 2013 feierte die Bibliothek ihr 100-jähriges Bestehen.
- Das Gerichtsgebäude von Putnam County wurde 1814 gebaut und mehrmals im Laufe der Jahre umgebaut. Es schloss im Jahr 1988 für umfangreiche Reparaturen und wurde 1994 wiedereröffnet. Es wird auch heute noch bei Bedarf für Gerichtsverhandlungen eingesetzt.[2]

## Geographie
Die Stadt Carmel liegt an der Südgrenze von Putnam County zu Westchester County. Sie ist Teil der Hudson Valley Region und hat viele schöne See und Parks, wie z. B. Sycamore Park, und Chamber Park, die an den Ufern des Mahopac Sees liegen.
Laut dem United States Census Bureau erstreckt sich die Stadt über 105,4 km², 11,9 km² oder 11,26 % sind Wasserfläche.

## Einwohner
Die Bevölkerungsdichte von Carmel beträgt 352,9 Einwohner/km².
Die Bevölkerung setzt sich wie folgt zusammen (Stand 2012):
- Weiße allein – 29.938 (90,7 %)
- Hispanic – 1.955 (5,9 %)
- Asiaten allein – 386 (1,2 %)
- Afro Amerikaner allein – 325 (1,0 %)
- Zwei oder mehr Rassen – 336 (1,0 %)
- Anderer Herkunft allein – 39 (0,1 %)
- Native American (Indianer) allein – 24 (0,07 %)
- Native Hawaiian und andere Pazifik Inseln allein – 3 (0,01 %)[3]

Der Anteil der Hispanics, der Einwanderer aus Spanisch-sprechenden Ländern, liegt bei ca. 6 %.
Abstammung der Bevölkerung: Italien (35,3 %), Irland (25,0 %), Deutschland (15,5 %), Polen (5,5 %), England (5,0 %), Vereinigte Staaten (3,7 %).
Im März 2012 betrugen die Lebenshaltungskosten 329,0 Punkten und sind sehr hoch, gemessen an dem US-Durchschnitt von 100.
1,5 % der Bewohner leben unter der Armutsgrenze.

## Söhne und Töchter der Stadt
- Daniel Drew (1797–1879), Geschäftsmann
- Nancy Allen (* 1954), Harfenistin
- MaryEllen Odell (* um 1960), Politikerin